# Udo Scheer

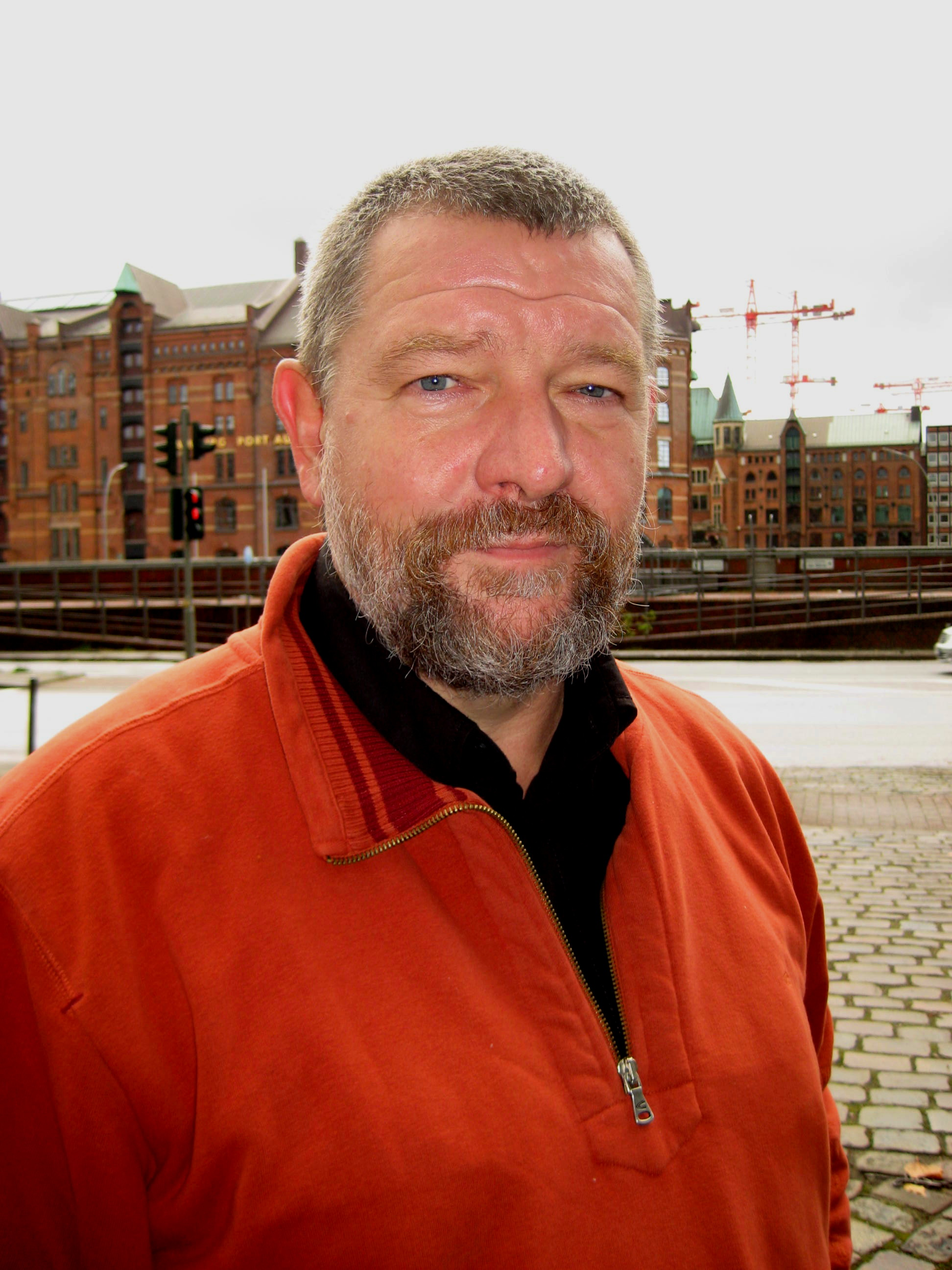
Udo Scheer (2008)

Udo Scheer (* 3. Oktober 1951 in München) ist ein deutscher Schriftsteller.
Scheer war Gründungsmitglied des oppositionellen Arbeitskreises Literatur und Lyrik Jena, der in den 1970er Jahren in Jena eines der wichtigsten Zentren der Jugendkultur war und im Sommer 1975, mehr als ein Jahr vor der Ausbürgerung des Liedermachers Wolf Biermann, verboten wurde.

## Leben

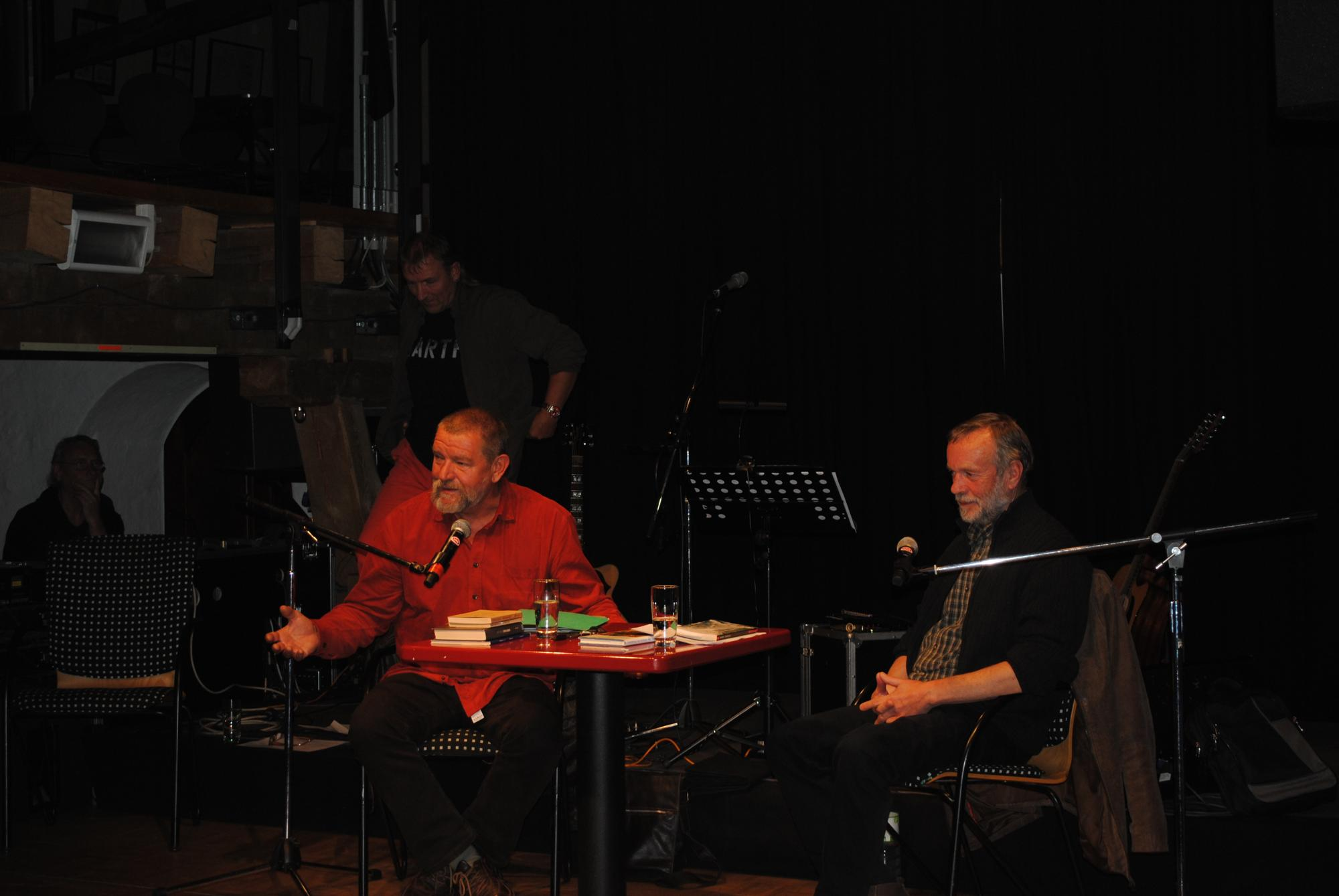
Udo Scheer am 1. Oktober 2015 im Malzhaus Plauen

Udo Scheer wurde in Bayern geboren und kam 1960 in die DDR. Er studierte bis 1974 Technologie für den wissenschaftlichen Gerätebau an der Friedrich-Schiller-Universität Jena. Er arbeitete in der DDR als Konstrukteur und schrieb, ohne die Möglichkeit zu haben, seine Werke veröffentlichen zu können. Das MfS „bearbeitete“ ihn in einem Operativen Vorgang. Nach der friedlichen Revolution in der DDR engagierte er sich u. a. ab 1995 als Vorsitzender der Geschichtswerkstatt Jena e. V.; seit 1993 ist Scheer freiberuflicher Schriftsteller und Publizist. Er ist Mitglied im Autorenkreis der Bundesrepublik.
Neben Gedichten schrieb er Prosatexte und ist mit zeitgeschichtlichen Werken zu Opposition und Widerstand und zur Geschichte der unabhängigen Friedensbewegung in der DDR der 1970er und 1980er Jahre hervorgetreten. In Vision und Wirklichkeit spürt er Erinnerungen und Biografien Ausgebürgerter und in der DDR Gebliebener nach. Mit seiner Biografie über Jürgen Fuchs, mit dem ihn eine langjährige Zusammenarbeit verband, hat er ein in den Medien stark beachtetes Buch veröffentlicht. Für sein Buch Wir kommen wieder! Plauen 89 – Eine Stadt demonstriert sich nach Deutschland wurde Udo Scheer mit dem Preis der Bundeszentrale für Politische Bildung „Geschichte erinnern – Gegenwart gestalten“ 2014 ausgezeichnet.
Scheer ist verheiratet und wohnt in Stadtroda.

## Schriften
- Z. Erzählungen. Landpresse, Weilerswist 1996, ISBN 3-930137-26-7.
- Vision und Wirklichkeit. Die Opposition in Jena in den siebziger und achtziger Jahren. Reihe Forschungen zur DDR-Gesellschaft. Links, Berlin 1999, ISBN 3-86153-186-0.
- Zeitrisse. Einwürfe, Eingriffe, Gespräche, Geschichten, Geest-Verlag Vechta 2003, ISBN 3-936389-70-5.
- Jürgen Fuchs. Ein literarischer Weg in die Opposition. Inhaftiert in Hohenschönhausen. Hrsg. Stiftung Gedenkstätte Berlin-Hohenschönhausen. Jaron, Berlin 2007, ISBN 978-3-89773-573-6.
- Die Sonne hat vier Ecken. Günter Ullmann – eine Biografie, Mitteldeutscher Verlag Halle 2012, ISBN 978-3-89812-896-4.
- Reiner Kunze. Dichter sein: Eine deutsch-deutsche Freiheit, Mitteldeutscher Verlag, Halle 2013, ISBN 978-3-95462-075-3.
- Scheer zum Konflikt zwischen Joachim Gauck und Jürgen Fuchs um die Personalpolitik der BStU, in: Kommune, Heft Mai 1998
- Wir kommen wieder! Plauen 89 – Eine Stadt demonstriert sich nach Deutschland, Mitteldeutscher Verlag. ISBN 978-3-95462-324-2.
- Andreas B. Bengsch und Udo Scheer: Taucher in der Wüste – Die Nächte und Tage des Carl Graff. Roman. Mitteldeutscher Verlag, Halle (Saale) 2018. ISBN 978-3-96311-015-3.